# جون دين
جون دين (بالإنجليزية: John Dean)‏ هو محامي وكاتب العمود ومحامي وسياسي أمريكي، ولد في 14 أكتوبر 1938 في آكرون في الولايات المتحدة. حزبياً، نشط في الحزب الجمهوري ومستقل. وقد انتخب مستشار البيت الأبيض ‏ (9 يوليو 1970 – 30 أبريل 1973). في فضيحة ووترجيت، اعترف جون دين بجنحة واحدة مقابل أن يصبح شاهدًا رئيسيًّا للادعاء ما أدى إلى خفض مدة سجنه، التي قضاها في فورت هولابرد خارج بالتيمور، ميريلاند. بعد اعترافه، شُطب من سلك المحامين. ووفقًا للإف بي آي، يعد جون دين «المتلاعب الأكبر» في قضية ووترجيت.
بعد جلسات ووترجيت، ألف دين كتبًا نقل فيها خبراته وألقى محاضرات في أرجاء الولايات المتحدة. أصبح لاحقًا معلقًا على مجريات السياسة المعاصرة، ومؤلف كتب وكاتب عامود في موقع Writ.

## روابط خارجية
- جون دين على موقع الموسوعة البريطانية (الإنجليزية)
- جون دين على موقع مونزينجر (الألمانية)
- جون دين على موقع إن إن دي بي (الإنجليزية)